# Jules Léotard
Jules Léotard (1 de agosto de 1838 - 17 de agosto de 1870) foi um artista acrobático e trapezista francês que desenvolveu a arte do trapézio. Ele também criou e popularizou a roupa de ginástica de uma peça que agora leva seu nome e inspirou a música de 1867 "The Daring Young Man on the Flying Trapeze", cantada por George Leybourne. Ele também foi um dos pioneiros do ciclismo na França pouco antes de sua morte prematura.

## Vida Pregressa
Léotard nasceu em Toulouse, França, filho de um instrutor de ginástica que administrava uma piscina em Toulouse. Léotard praticava suas rotinas na piscina. Passou a estudar Direito.

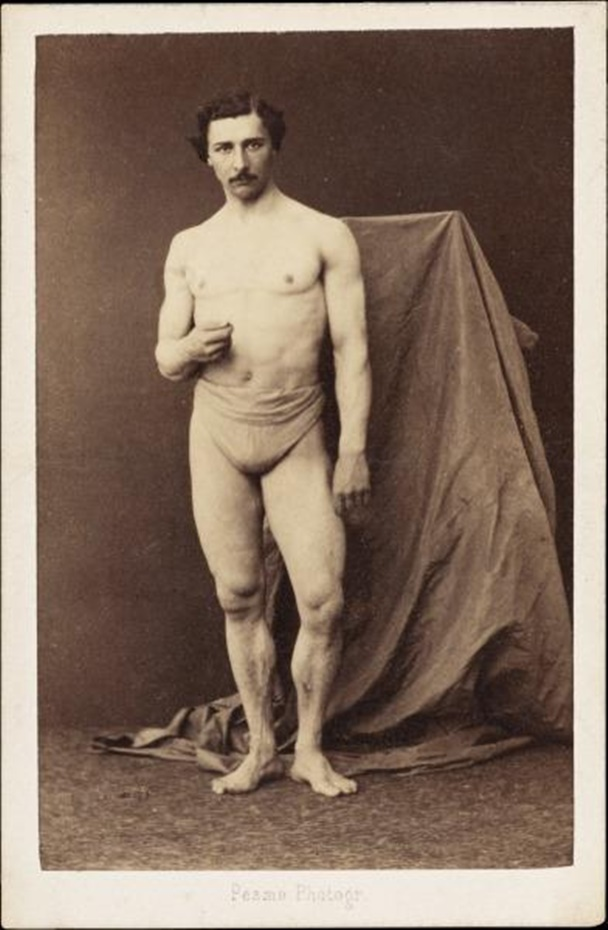
Jules foi também conhecido pelo seu ótimo corpo para a época, fazendo fotos Beefcake nu.

## Carreira
Depois que ele passou nos exames de direito, ele parecia destinado a ingressar na profissão de advogado. Mas aos 18 anos começou a experimentar barras de trapézio, cordas e argolas suspensas sobre uma piscina. Léotard mais tarde se juntou ao Cirque Napoléon.
Em 12 de novembro de 1859, a primeira rotina de trapézio voador foi realizada por Jules Léotard em três barras de trapézio no Cirque Napoleão.
O traje que ele inventou era uma peça de vestuário de malha simplificada para atender às preocupações de segurança e agilidade do desempenho do trapézio. Ele também exibiu seu físico, impressionou os espectadores e assumiu seu nome.
Léotard foi ainda imortalizado como tema da canção de 1867 The Daring Young Man on the Flying Trapeze, popularizada por George Leybourne.

## Morte
De acordo com notas do Victoria and Albert Museum, Jules Léotard morreu em 1870 de uma doença infecciosa (possivelmente varíola). Eles listam seu ano de nascimento como 1838, apesar de haver boas evidências de que ele não nasceu até muito mais tarde.

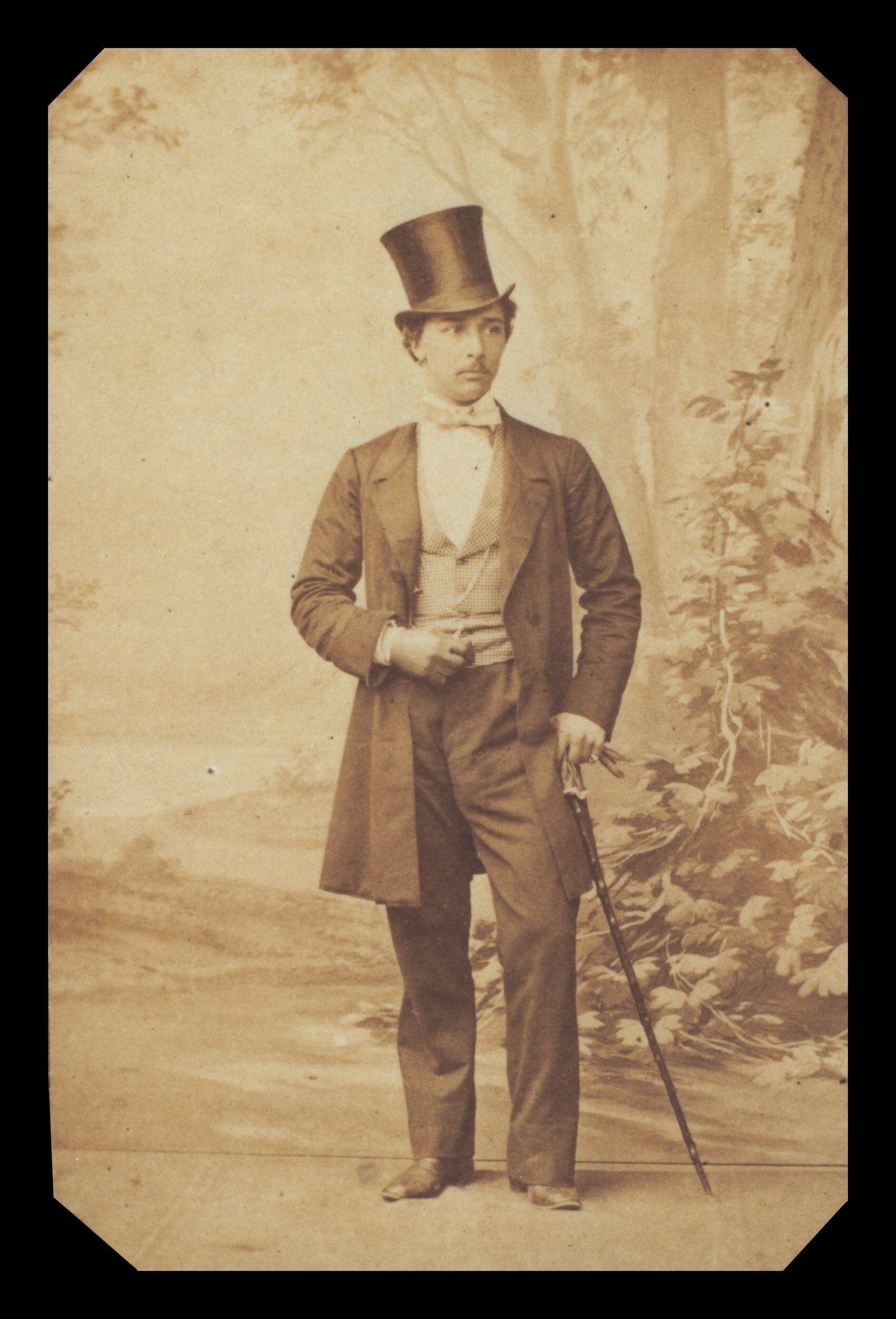
Jules com trages civis.